# MNK Kijevo
Malonogometni klub Kijevo-Knin je futsal klub iz Knina koji nastupa u 2. HMNL – Jug. 
Najveći doseg kluba osnovanog 2009. je polufinale kupa u sezoni 2010./11. kada su ispali od Uspinjače 31. ožujka s rezultatom 6-1, nakon što su prvu utakmicu u Kninu dobili sa 6-2.
Drugi veliki doseg je ulazak u finale doigravanja nakon što su regularni dio sezone završili na prvom mjestu.U Kninskoj dvorani 14. lipnja 2011. izgubili su od Brodosplit Inženjeringa, nakon produžetka u trećoj utakmici.

## Vanjske poveznice
- Službena stranica  Arhivirana inačica izvorne stranice od 1. prosinca 2011. (Wayback Machine)